# Tegmaleurodes crustatus
Tegmaleurodes crustatus là một loài côn trùng cánh nửa trong họ Aleyrodidae, phân họ Aleyrodinae.
Tegmaleurodes crustatus được Bondar miêu tả khoa học đầu tiên năm 1928.